# Knud Lyne Rahbek
Knud Lyne Rahbek (18. december 1760 – 22. april 1830) var en dansk litteraturhistoriker, digter, oversætter, redaktør, teaterkritiker m.m.
Han var søn af toldinspektør Jacob Rahbek (1728-1795) og hustru Johanne, f. Riis (1731-1761). Han blev professor ved Københavns Universitet og siden universitetets rektor 1826-1827. Medlem af Det kongelige Teaters direktion.

## Ungdom og teatret
Rahbek havde selv fra sin ungdom ønsket af blive en skuespiller, men hans udseende gjorde ham uegnet til dette. I stedet vendte han sig til forfatterrollen og skrev en række skuespil; debuten var Den unge Darby, der blev opført i april 1780. Ingen af disse skuespil gjorde succes og gennembruddet som forfatter kom først i 1782 med bogen Breve fra en gammel Skuespiller til hans Søn, der talte for den franske filosof Denis Diderots forkærlighed for moraliseren og naturalisme i teaterkunsten. Bogen blev udgivet anonymt, men der gik ikke langt tid før den sammenspiste københavnske læseverden kendte forfatterens navn.

## Tidsskrifter og aviser
Rahbek var en af sin samtids betydeligste kulturpersonligheder og en af de mest belæste personer i landet. Han var redaktør af en række forskellige tidsskrifter, hvori han selv bidrog flittigt med teater- og boganmeldelelser. Rahbek udgav selv tidsskriftet Den Danske Tilskuer fra 1791 til 1806 (læs første nummer på wikisource.org). Det indeholdt ofte breve fra fiktive personer, som så, i stil med det engelske The Spectator, kunne moralisere og satirisere over samfundet gennem disse. Som fortsættelse af dette udgav han i 1811 ugeskriftet Sandsigeren, og 1815-1822 Tilskueren og endelig 1823 Tilskuerne.
Desuden var han med til at starte tidskriftet Minerva i 1785 sammen med Christen Henriksen Pram. Efter nogle omskiftninger, hvor henholdsvis Pram alene og Rahbek alene eller sammen med Peter Collett bestyrede det, overtog Rahbek redaktørposten i 1799 og havde den frem til 1808 (fra 1806 kaldet Ny Minerva). I 1815 begyndte han at udgive tidsskriftet Dansk Minerva, der varede til 1819. Samme år begyndte han at udgive tidsskriftet Hesperus for Fædrelandet og Litteraturen, der gik ind i 1823. Fra 1828 til 1830 udgav han Tritogenia, som var ment som en fortsættelse af ideerne bag Minerva. Han blev i 1811 desuden udnævnt til redaktør af bladet Dagen, hvor han var til 1814. Rahbek bidrog med artikler til andre tidsskrifter og aviser.

## Rahbek som skønlitterær forfatter
Ud over en stor mængde klubsange og drikkeviser og de ovennævnte dramaer udøvede Rahbek en af de få danske prosaforfatterskaber i Danmark omkring år 1800. I sine egne og andres tidsskrifter blev mange af Rahbeks mindre fortællinger offentliggjort, også i værket Prosaiske Forsøg (bind I-VIII 1784-1806) udgaves en stor del af hans historier og dramaer. Alle hans længere historier og nogle af de kortere blev samlet udgivet i værket Samlede Fortællinger (4 bind 1804-1814).
Litteraturforskeren Hakon Stangerup karakteriserer Rahbek som en typisk borgerlig-didaktisk forfatter, som udelukkende skriver sine historier ud fra et moraliserende synspunkt, "naar han dyrker Romanen, er det kun for derigennem at fremsætte Meninger og Anskuelser til Dydens Fremme [...] en Kunstform, som for ham kun har været et Vehikel, aldrig et Maal i sig selv.". Denne vurdering er stadig passende på en del af Rahbeks prosaforfatterskab, f.eks. fortællingerne Baron von Waldheim, Sandsigeren, Bomhuset, Sølvbrylluppet, Mindesmærkerne, Børnekopperne og Selvmorderen. Litteraturhistorikeren Asger Albjerg har i sin doktorafhandling stillet spørgsmål til denne fuldstændig afvisende opfattelse af Rahbeks skønlitterære prosaforfatterskab og især fremhævet Rahbeks historiske romaner som et godt eksempel på Rahbeks evner som romanforfatter.
Asger Albjerg tager udgangspunkt i romanen Camill og Constance (1799), der foregår i Frankrig under revolutionen. I stedet for at lade den historiske ramme autenticeres gennem historiske "kulisser", dvs genstande og baggrunde, skal den fremgå igennem personernes handlinger og tænkemåde. På den måde foregriber Rahbek i virkeligheden Walter Scotts idé med at lade den historiske roman vise, at læseren kan forstå historien igennem fortidens personers tænkemåde, femten år før Scotts første historiske værker udkom. I fortællingen har Rahbek formået at skabe tankevækkende referencer til lokale danske politiske forhold, om sin uvilje mod revolution på dansk grund, stadig uden "at give køb på sin tro på humanisme og tolerance." Albjerg viser, at han også kunne skrive velfortalte historier med stadig aktuelle problemstillinger.

## Kulturlivet
Rahbek ernærede sig i 1800-tallet hovedsageligt som oversætter af udenlandsk litteratur, både fra latin, engelsk og svensk, men fortrinsvis fra fransk og tysk. Sammen med Rasmus Nyerup var han med til at grundlægge en egentlig litteraturhistorisk forskning i Danmark og udgav med denne en del litteraturhistoriske værker såsom Bidrag til den danske Digtekunsts Historie (1800-1808), Bidrag til en Udsigt over dansk Digtekunst under kong Frederik den Femte (1819) og Bidrag til en Udsigt over dansk Digtekunst under Kong Christian den Syvende (1828).
Han var en nær ven af en række danske kulturpersonligheder herunder P.A. Heiberg, hvem han havde studeret filologi på universitetet sammen med, Jens Baggesen, Adam Oehlenschläger og N.F.S. Grundtvig. Ved P.A. Heibergs landsforvisning og efterfølgende skilsmisse fra Thomasine Gyllembourg fik han overdraget ansvaret for deres søn Johan Ludvig Heiberg. Det var ingen succes: Den unge Heiberg stak gentagne gange af og fik efterhånden lov til at bo hos sin moder.
Rahbek havde en væsentlig indflydelse på dansk salmesang, idet han sad i redaktionskomiteen for Evangelisk-kristelig Psalmebog med særligt ansvar for salmebogens kunstneriske side. En anden vigtigt indflydelse havde han derved,  at han sammen med Grundtvig var med til at genopdage H.A. Brorson, som stort set var glemt ved indgangen til 1800-tallet. 
Rahbeks selvbiografi i fem bind Erindringer af mit Liv (udkom 1824-1829) er en overordentlig vigtig førstehåndskilde til tidens kulturliv, da Rahbek på mange måder udgjorde centrum i dette både som redaktør, kritiker og aktivt medlem af det sene 1700-tals mange klubber (først og fremmest Drejers Klub) og senere som vært sammen med hustruen Kamma Rahbek på Bakkehuset for den danske Guldalders unge kunstnere og intellektuelle.
Rahbek blev igennem venskabet med Lorentz Wivet (1759-1808), hvis morbror højesteretsadvokat Peter Georg Boll var højtstående medlem af frimurerlogen, selv optaget i logen Zorobabel til Nordstjernen via venskabelig anbefaling af højesteretsadvokat Rasmus Lange og kammeradvokat Johan Martin Schønheyder, og det på trods af at han "ikke havde naaet den lovbestemte Alder, og ikke, ved at være en Frimurers Søn, eller i en Søns Sted, havde nogen Fødselsadkomst dertil", som han selv fortæller. Han blev senere medlem af flere andre københavnske loger og udsendte i 1819 en subskriptionssplan på et skrift med titlen Den danske Mureres Lommebog. Den blev forevist generalstormesteren for de danske frimurere prins Carl af Hessen, der frarådede udgivelsen af sådanne skrifter. Alligevel udgav Rahbek i årene 1821-24 (foruden et i 1830) årsskriftet Nytaarsgave for Murere, som indeholdt forskellige afhandlinger og digte vedrørende frimurerne) uden at han fik nogen påtale. Han fremhævede i et brev til vennen og logebroderen Adam Wilhelm Hauch, at ingen af hans frimurerskrifter indeholdt noget "der burde hemmeligholdes", og han foreslog endda at nedlægge alle sine betroede stillinger i logerne på grund af dette, men Hauch formåede tilsyneladende at tale ham fra det.

## Romantikkens digtere og Rahbek
Selv om Rahbek hele livet fastholdt sit udgangspunkt i det rationalistiske syn på digtekunsten og i det store hele ikke kunne godtage de nye idealer, som romantikken dikterede, var han stadig involveret i at protegere nye talenter. Forestillingen om, at Rahbek efter den romantiske skoles gennembrud var et oldtidslevn, der kun fandt interesse i at mindes fortiden og stod uforstående over for den nye tid, er langt fra sandheden. Den opfattelse ses i Just Mathias Thieles egne stærkt personligt farvede erindringer fra Bakkehuset, men må ved en gennemgang af hans virksomhed i 1800-tallet forkastes.
Med romantikkens gennembrudsmand Adam Oehlenschläger havde han et skiftende venskab. Rahbek kunne godt se Oehlenschlägers sproglige og kunstneriske kvaliteter, men han kunne hverken godtage hans tyske romantiske idealer eller hans foragt for det forrige århundredes digtere. I det hele taget havde Rahbek en indgroet skepsis overfor kunstneriske skoler, og da fejden mellem Oehlenschläger og Jens Baggesen brød ud i 1814 holdt han sig i baggrunden, ude af stand til at slutte sig til nogen af siderne, selv om Baggesen i sine satirer ofte med navns nævnelse sværtede Rahbek til på grund af hans venskab og de mange positive anmeldelser af Oehlenschläger.
Anderledes uforbeholden var han overfor digterne B.S. Ingemann og Steen Steensen Blicher. Han priste dem ved gode anmeldelser længe før den københavnske lærde verden havde fået øjnene op for deres kvaliteter.
Rahbek havde også stor indflydelse på den unge H.C. Andersen. Som medlem af direktionen og censor for Det kongelige Teater havde han skullet tage stilling til Andersens tidlige forsøg som både skuespiller og dramatiker i begyndelsen af 1820'erne. Mens der var flertal for, at Andersen var uegnet til begge dele, var Rahbek af den mening, at det muligvis kun var et spørgsmål om mangel på uddannelse. Det var således Rahbek, som var hovedkraften bag beslutningen om at sende H.C. Andersen på Slagelse latinskole. Et ophold der nok kostede den unge mand meget kummer, men også udløste den skæbnebestemmelse til at kaste sig over digtekunsten, som blev Andersens skæbne senere i livet.
Så på trods af – at Rahbek i det store og hele så med pessimistiske øjne på åndsudviklingen i 1800-tallet, først og fremmest på grund af det han så som svigtet af de politiske friheds- og toleranceidealer, han selv havde kæmpet for – kunne han stadig fremhæve, det han selv opfattede som de gode sider ved tidens smag. De fleste af tidens store kulturpersonligheder vedblev med glæde at besøge Bakkehuset indtil Rahbeks død i 1830.
Han er begravet på Frederiksberg ældre kirkegård.